# Ossessione
Ossessione is een Italiaanse misdaadfilm uit 1943 onder regie van Luchino Visconti. Het scenario is gebaseerd op de roman The Postman Always Rings Twice (1934) van de Amerikaanse auteur James M. Cain.

## Verhaal
De zwerver Gino Costa houdt halt bij een wegrestaurantje en leert er Giovanna kennen, de jonge vrouw van de oudere eigenaar Giuseppe Bragana. Tussen Gino en Giovanna ontstaat er al vlug een hartstochtelijke liefdesaffaire. Gino reist vervolgens naar Ancona. Het lot brengt de beide geliefden weer samen. Ze besluiten Giuseppe uit de weg te ruimen en veinzen een auto-ongeluk. Als het geweten van Gino gaat knagen, laat hij Giovanna weer in de steek en vertrekt naar Ferrara. Daar maakt hij kennis met een vriendelijke prostituee. Hij hoopt dat hij zijn verleden achter zich kan laten.

## Rolverdeling
| Acteur             | Personage        |
| ------------------ | ---------------- |
| Clara Calamai      | Giovanna Bragana |
| Massimo Girotti    | Gino Costa       |
| Dhia Cristiani     | Anita            |
| Elio Marcuzzo      | De Spanjaard     |
| Vittorio Duse      | De politieagent  |
| Michele Riccardini | Don Remigio      |
| Juan de Landa      | Giuseppe Bragana |

## Bewerking
In april 2017 ging in de Barbican Centre in Londen de toneelvoorstelling Obsession, gebaseerd op de film van Visconti, in première. De Engelstalige voorstelling werd geregisseerd door Ivo van Hove, zijn vierde Visconti-bewerking. De hoofdrollen werden vertolkt door Jude Law en Halina Reijn. Andere rollen werden ingevuld door onder anderen TA-acteurs Gijs Scholten van Aschat en Robert de Hoog. De voorstelling speelde in juni van dat jaar in een uitverkocht Koninklijk Theater Carré in Amsterdam en was verder te zien in onder andere Luxemburg en Wenen. De voorstelling werd wisselend ontvangen.